# Rimae Triesnecker

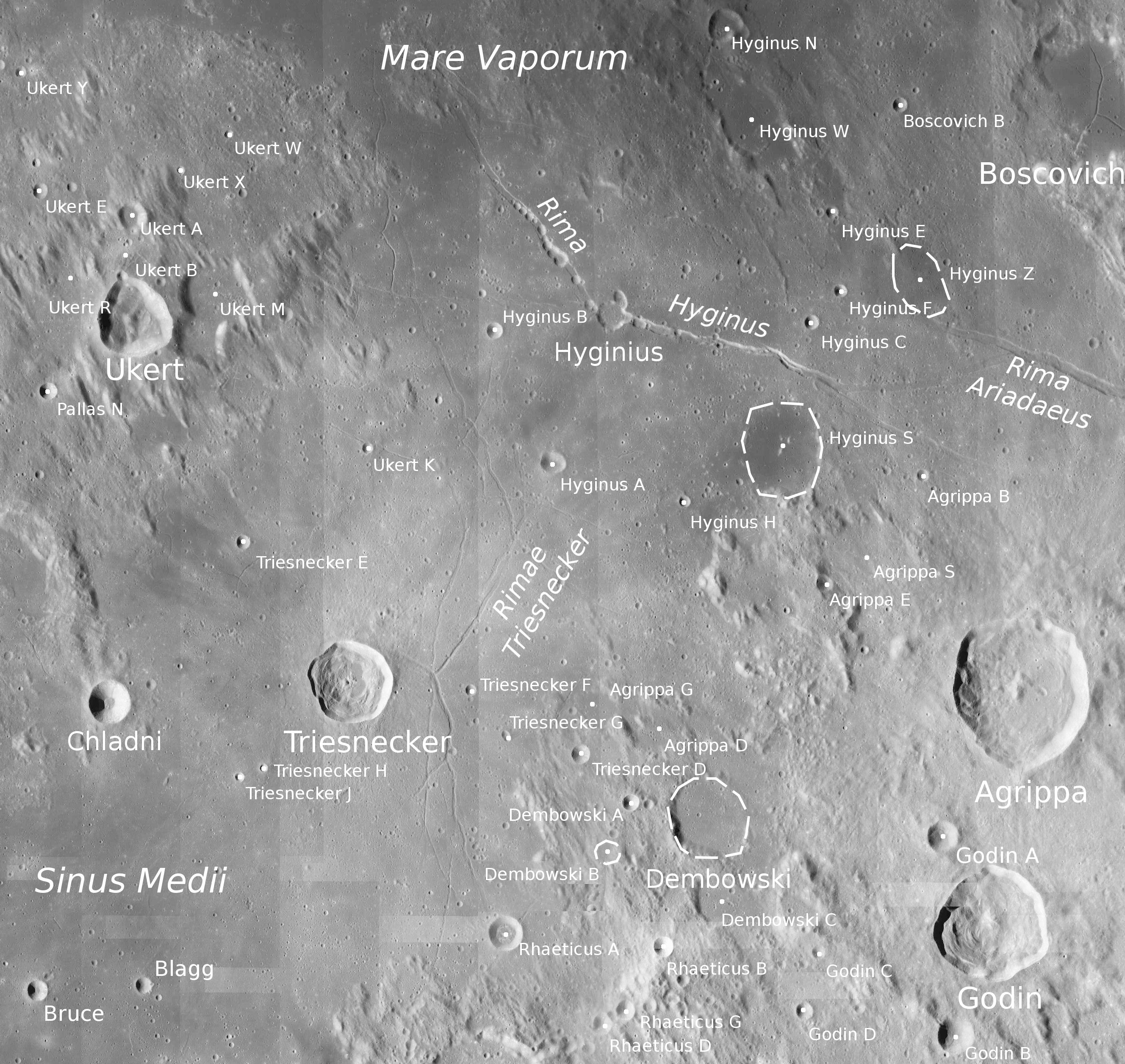
En el centro de la imagen las Rimae Triesnecker. Foto: LRO.

Las Rimae Triesnecker son el conjunto de grietas más llamativas y conocidas de la cara visible de la Luna. Se encuentran situadas en el Sinus Medii, al sur del Mare Vaporum. Llevan el nombre del cráter Triesnecker, que está situado justo al oeste, dicho nombre procede del astrónomo y matemático austríaco Franz de Paula Triesnecker (1745-1817).
La red de grietas se extiende por un territorio de 220 km por 50 km, orientadas principalmente de norte a sur. El sistema está muy ramificado, alberga cinco grietas principales sobre las que se injertan de forma oblicua o paralela numerosas grietas menores.
El origen de estas grietas parece encontrarse en una red de galerías subterráneas por donde circulaba la lava que originó la formación de la bahía Sinus Medii, estos conductos se colapsaron posteriormente dando lugar a las grietas que hoy vemos.
En las cercanías y al noreste de las rimae Triesnecker se encuentran la Rima Hyginus y la Rima Ariadaeus.